# Christopher Priest (Comicautor)

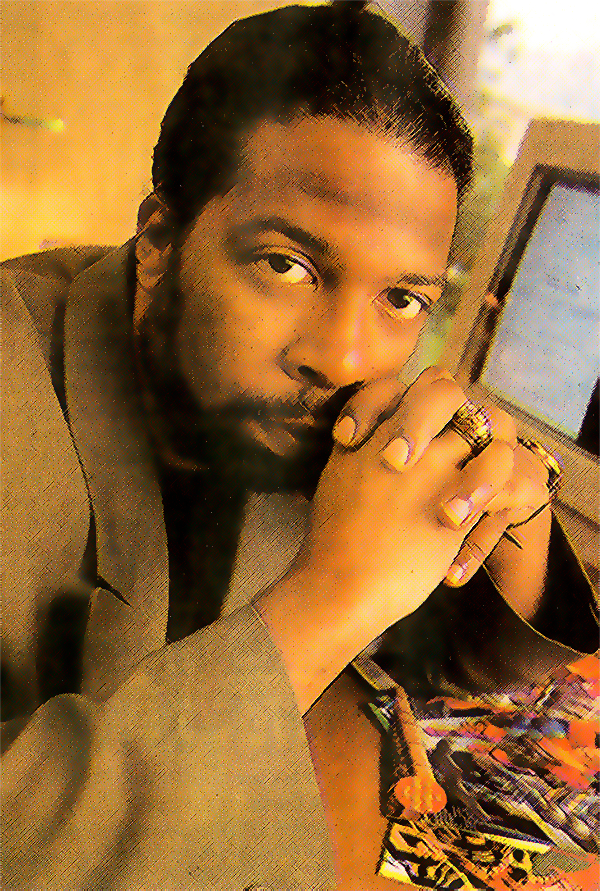
Christopher Priest

Christopher James Priest (* 1961), geboren als James Christopher Owsley, ist ein US-amerikanischer Comicautor und Editor.

## Leben und Arbeit
Priest begann in den 1980er Jahren als Redakteur und Comicautor zu arbeiten. Besondere Aufmerksamkeit wurde ihm dabei vor allem aufgrund der Tatsache zuteil, dass er als erster Afroamerikaner eine Anstellung als leitender Redakteur bei einem der großen US-amerikanischen Comicverlage fand. Noch unter seinem Geburtsnamen Owsley verfasste er zu dieser Zeit gastweise einzelne Comicgeschichten für Serien wie Batman.
Priest hat in der Vergangenheit unter anderem als leitender Redakteur für die Serien um Spider-Man und das Impact-Imprint bei DC Comics gearbeitet. 
Als Autor hat Priest in der Vergangenheit Serien wie The Ray, Power Man and Iron Fist, Conan the Barbarian, Quantum & Woody, Steel, Xero, Deadpool, The Crew und Black Panther betreut.

## Bibliografie

### Arbeiten für DC-Comics
- Action Comics Weekly: #601-607, 621-635
- Arion the Immortal: #1-6
- Batman: #431-432
- Batman Chronicles: #4
- Batman: The Hill: #1
- Batman Annual: #13
- Black Canary: #8
- Catwoman Annual: #1
- Doom Link
- Flash 80 Page Giant: #1
- Green Lantern: Emerald Dawn: #1
- Green Lantern 80 Page Giant: #2
- Green Lantern Special: #1-2
- Hawkman #31-33
- Hourman #20
- Impulse: Bart Saves the Universe: #1
- JLA Secret Files: #2
- JLA 80-Page Giant: #2
- Justice League America: #92
- Justice League America Annual: #10
- Justice League International: #68
- Justice League Task Force #16
- Justice League Task Force: #18-37
- Legends of the DC Universe: # 12-13, 30-32
- The Ray: #1-28
- The Ray Annual: #1
- Secret Origins: #36
- Showcase '96 #2
- Steel: #34-52
- Superman: The Man of Steel Annual: #3
- Team Superman Secret Files: #1
- Total Justice: #1-3
- Triumph: #1-4
- The Unknown Soldier: #1-12
- Xero: #1-12
- Wonder Woman: #88-89, 137-138, 1,000,000
- Wonder Woman Plus: #1

### Arbeiten für Marvel Comics
- The Amazing Spider-Man: #264-288
- Black Panther: #1-56, 59-62
- Captain America and the Falcon: #1-14
- Conan the Barbarian #172-185, 187-213
- Conan Annual: #8, 10-12
- Conan the King: #50-55
- The Crew: #1-7
- Daredevil: #224, 246
- Deadpool: #34-41, 43-45
- Falcon #1-4
- Incredible Hulk: #33
- JLX Unleashed: #1
- Ka-Zar: #14-17
- Marvel Double-Shot: #2
- Marvel Graphic Novel: #33
- The Marvel No-Prize Book: #1
- Marvel Super-Heroes: #13
- Marvel Team-Up: #141
- Moon Knight: #6
- Peter Parker, the Spectacular Spider-Man: # 101, 103-121, 123,
- Peter Parker, the Spectacular Spider-Man Annual #7
- Power Man and Iron Fist: # 108, 111-125
- The Savage Sword of Conan: # 91, 99, 109, 125, 128, 153, 160
- Spider-Man vs. Wolverine: #1
- Thor: # 59, 370
- Web of Spider-Man: #1-21, 29-30, 37

| Personendaten    | Personendaten                           |
| ---------------- | --------------------------------------- |
| NAME             | Priest, Christopher                     |
| ALTERNATIVNAMEN  | Owsley, James Christopher               |
| KURZBESCHREIBUNG | US-amerikanischer Comicautor und Editor |
| GEBURTSDATUM     | 1961                                    |